# Svallmyren
Svallmyren este o arie protejată (arie specială de conservare — SAC, sit de importanță comunitară — SCI) din Suedia întinsă pe o suprafață de 213,7 ha, integral pe uscat.

## Localizare
Centrul sitului Svallmyren este situat la coordonatele 62°35′25″N 12°32′17″E / 62.5903°N 12.538°E.

## Înființare
Situl Svallmyren a fost declarat sit de importanță comunitară în mai 2000 pentru a proteja 1 specie de plante și 1 specie de animale. Situl a fost protejat și ca arie specială de conservare în decembrie 2009.

## Biodiversitate
Situată în ecoregiunea alpină, aria protejată conține 7 habitate naturale: Taiga vestică, Râuri de munte și vegetația erbacee de pe malurile acestora, Pajiști cu Molinia pe soluri calcaroase, turboase sau argilos-nămoloase (Molinion caeruleae), Pajiști fino-scandinave uscate până la mezice, bogate în specii de altitudine mică, Păduri aluvionare cu Alnus glutinosa și Fraxinus excelsior (Alno-Padion, Alnion incanae, Salicion albae), Mlaștini împădurite, Mlaștini turboase de tranziție și turbării mișcătoare.
La baza desemnării sitului se află mai multe specii protejate:
- plante (1): Meesia longiseta
- nevertebrate (1): Lycaena helle